# 東金城郡
東金城郡，中国十六国西秦时设置的郡。
西秦更始元年（409年），西秦复国，攻下金城郡，抓住太守任兰。后秦侨置金城郡。更始二年（410年）三月，乞伏归夺得后秦侨置的金城郡，改为东金城郡，以部下骁骑乞伏务和为东金城太守，属秦州。建弘七年（426年），夏国夺得東金城郡，废入金城郡。